# Hans Kalt
Hans Kalt, później Kalt-Jans (ur. 26 marca 1924, zm. 2 stycznia 2011 w Zug) – szwajcarski wioślarz, dwukrotny medalista olimpijski.
Wystąpił na igrzyskach olimpijskich w Londynie w 1948, gdzie wspólnie z bratem, Josefem Kaltem, wywalczył srebrny medal w dwójkach bez sternika. W finale o 2,8 sekundy przegrali z Brytyjczykami, a o 7,6 sekundy wyprzedzili osadę Włoch. Na rozgrywanych cztery lata później igrzyskach olimpijskich w Helsinkach w tej samej konkurencji razem z Kurtem Schmidem zajął trzecie miejsce. Szwajcarzy przegrali tam z osadami USA i Belgii.
W tej samej konkurencji zdobył ponadto złoty medal na mistrzostwach Europy w Mediolanie (1950) i brązowy na mistrzostwach Europy w Mâcon (1951). 
Razem z bratem zdobywał mistrzostwo kraju w dwójkach bez sternika w latach 1943-1945 i 1947-1948, a w latach 1950 i 1953 wygrywał w parze ze Schmidem. Kalt był współzałożycielem klubów sportowych Curling Club Zug i Panathlon-Club Zug. Bracia Kalt pracowali w rodzinnej firmie Kalt-Bucher Druck AG w Zug.